# Wilhelm Pickert
Wilhelm Friedrich Louis Christian Heinrich Pickert (* 21. März 1882 in Steinhude; † 5. April 1964 ebenda) war ein deutscher Politiker (SPD).

## Leben
Wilhelm Pickert wurde als Sohn eines Webers geboren. Nach dem Schulbesuch absolvierte er eine Weberlehre und betrieb im Anschluss eine Weberei in Steinhude. Später betätigte er sich in der Leinenindustrie. 1919 wurde er in den Landtag des Freistaates Schaumburg-Lippe gewählt, dem er bis 1931 angehörte. Während und nach dem Zweiten Weltkrieg arbeitete er als Angestellter (Steuererheber) bei der Gemeinde Steinhude.
Wilhelm Pickert war seit 1910 verheiratet.